# Hexatoma atripes
Hexatoma atripes là một loài ruồi trong họ Limoniidae. Chúng phân bố ở miền Cổ bắc.